# Аліментація
Алімента́ція (від лат. alimentum — їжа, утримання) — система державної допомоги дітям із малозабезпечених сімей і сиротам у Стародавньому Римі. Проіснувала з 98 по 272 роки н. е.
На думку багатьох сучасних істориків, систему започаткував імператор Нерва, а розширив — Траян. Вона допомагала сиротам і бідним дітям з усієї Італії, забезпечувала загальними коштами, а також харчуванням і субсидованою освітою. Місячна субсидія хлопчикам до 18 років становила 16 сестерціїв, дівчаткам до 14 років — 12 сестерціїв. Програма була підтримана за рахунок здобичі від Дакійських воєн, поєднанням податків на нерухомість і благодійності. Аліментаційний фонд складався з відсотків, одержуваних від дрібних та середніх землевласників за видачу їм позичок державою. Загалом, схема функціонувала за допомогою іпотеки на італійські ферми (fundi), за якою зареєстровані землевласники отримували одноразову суму з імперського скарбу, а натомість мали щорічно сплачувати певну частку позики на утримання аліментаційного фонду. Спочатку аліментаційні фонди існували лише на території Італії, але потім стали створюватися муніципальними радами провінційних міст. Існували також приватні фонди, кошти яких складали пожертви багатих людей. Програма, ймовірно, була припинена імператором Авреліаном після його тріумфу.

## Ціль
Хоча ця система добре задокументована в літературних джерелах і сучасній епіграфії, її точні цілі є суперечливими і викликали значні суперечки серед сучасних учених, особливо щодо її фактичних цілей і масштабів як частини політики добробуту. Зазвичай вважається, що програма мала на меті збільшити кількість громадян в Італії, дотримуючись положень морального законодавства Августа (Lex Julia), що сприяють продовженню роду з моральних міркувань — те, що відкрито визнав Пліній. Тим не менш, ця репродуктивна мета була анахронічною, оскільки вона була заснована на погляді на Римську імперію з центром у Римі та Італії, з чисто італійською базою робочої сили, що все більше не відповідало дійсності. Цю позицію підтвердив Пліній, коли він писав, що одержувачі аліментів повинні були стати майбутніми солдатами та виборцями, — дві ролі, які не вписуються у реальність імперії, що простягається через усе Середземномор'я і управляється самодержцем. Той факт, що ця схема була обмежена територією Італії, свідчить про те, що вона могла бути задумана як форма політичного привілею, наданого первісному «серцю» імперії. На думку французького історика Поля Петі, alimenta слід розглядати як частину комплексу заходів, спрямованих на відновлення економіки Італії. Мойсей І. Фінлі вважає, що головною метою цієї схеми було штучне посилення політичної ваги Італії, як це видно, наприклад, у встановленій Траяном суворості, яку щиро хвалив Пліній, що наказувала всім сенаторам, навіть якщо вони з провінцій, мати щонайменше третину від усіх їхніх земельних володінь на італійській території, оскільки було «непристойно […], щоб [вони] ставилися до Риму та Італії не як до рідної землі, а як до просто заїжджого двору чи дому для проживання».

## Масштаб
Якою б «цікавою та унікальною» схема не була, вона залишилася немасштабною. Той факт, що вона субсидувалася за допомогою сплати відсотків за позики землевласників, переважно великих, які вважаються більш надійними боржниками, насправді приніс дуже низький відсоток потенційних отримувачів соціальної допомоги (Поль Вен припустив, що з Велеї, лише одна дитина з десяти була фактичним бенефіціаром). Була висунута ідея Фінлі, що грандіозні цілі становили щонайбільше форму випадковості, додаткової імперської благодійності. Покладання виключно на позики великим землевласникам (у Велеї було заставлено лише близько 17 квадратних кілометрів) ще більше обмежило джерела фінансування. Схоже, що іпотечна схема була просто способом залучити місцевих знатних осіб брати участь, хоча й у меншій ролі, в імперській благодійності. Цілком можливо, що ця схема була певною мірою примусовою позикою, чимось, що прив'язувало небажаних землевласників до імперського скарбу, щоб змусити їх давати певні кошти на державні витрати. Те ж саме поняття використання приватного і, нібито, більш ефективного управління земельною ділянкою як засобу отримання державного доходу також використовувалося іншими подібними та меншими схемами. Сенатор Пліній наділив своє місто Комум постійним правом на щорічний збір (vectigal) у розмірі тридцяти тисяч сестерціїв на один із своїх маєтків назавжди, навіть після його смерті (відповідальність передається спадкоємцям Плінія або будь-якому наступному покупцеві маєтку). Рента, отримана таким чином, сприяюла утриманню напівприватного благодійного фонду Плінія. З такою схемою Пліній, ймовірно, сподівався викликати ентузіазм у земляків-землевласників до таких благодійних починань. Траян зробив те ж саме, але оскільки «бажання є слизьким товаром», Фінлі підозрює, що для того, щоб італійські землевласники прийняли тягар запозичень із аліментного фонду, був здійснений певний «моральний» тиск.

## Висновок
Підводячи підсумок можна сказати, що схема була настільки обмежена за масштабами, що не могла досягти цілісної економічної чи демографічної мети — вона була спрямована не на бідних, а на громаду (у даному випадку, італійські міста) в цілому. Той факт, що аліменти були розширені під час і після Дакійських воєн, і двічі відбувалися за розподілом грошей серед населення Риму (congiaria) після тріумфів даків, вказує на суто благодійний мотив. Також те, що аліменти були обмежені територією Італії, підкреслює ідеологію, яка стоїть за цим: підтвердити уявлення про Римську імперію як про італійське верховенство. З огляду на його обмежений масштаб, план був, проте, дуже вдалим, оскільки проіснував більше століття.
Римський префект Тіт Флавій Постумій Квієт був останнім відомим чиновником, відповідальним за Аліменту в 271 році н. е., під час правління Авреліана. Пет Саузерн вважає, що якщо Авреліан «придушив цю систему розподілу їжі, він, швидше за все, мав намір провести більш радикальну реформу». Справді, приблизно в цей час Авреліан реформував Cura Annonae, щоб замінити зерно на хліб, сілю та свинину, а також субсидувати ціни на інші товари, такі як олія та вино.